# عبدالحکیم عمرانی
عبدالحکیم عمرانی (انگلیسی: Abdelhakim Omrani؛ زادهٔ ۱۸ فوریهٔ ۱۹۹۱) بازیکن فوتبال اهل الجزایر است.
از باشگاه‌هایی که در آن بازی کرده‌است می‌توان به باشگاه فوتبال اولدهام اتلتیک، باشگاه فوتبال نیم المپیک، باشگاه فوتبال لو مان، باشگاه فوتبال لانس، و باشگاه فوتبال سدان اشاره کرد.
وی همچنین در تیم ملی فوتبال زیر ۱۹ سال فرانسه بازی کرده‌است.